# Ryan Bertrand
Ryan Dominic Bertrand (London, 1989. augusztus 5. –) angol labdarúgó.

## Pályafutása

### Kezdetek
Bertrand a Gillingham csapatában kezdte karrierjét, innen igazolt a Chelseahez 2005 júliusában. A Kékek 125.000 fontot fizettek érte, ami a teljesítményétől függően tovább nőhet. 2006 augusztusában profi szerződést írt alá a klubnál, de egyből kölcsön is adták.

### Kölcsönben
A 2006–2007-es szezont a harmadosztályú Bournemouth-nál töltötte. A következő szezont már az Oldham Athletic-nál kezdte, fél évet töltött ott, majd 2008 januárjában csapatot és osztályt is váltott, a másodosztályú Norwich City-hez került. A szezon végén a Chelsea újra kölcsönadta a Norwich-nak, de az idény végén a csapat kiesett, Bertrand pedig a Reading keretéhez csatlakozott a 2009–2010-es szezonra. Itt alapemberré tudott válni, csak 2 bajnokit hagyott ki az egész idényben. 2010. március 10-én megszerezte profi pályafutása első gólját a Derby County ellen. A 2010–2011-es évad első felében a Nottingham Forest-ben játszott, és olyan jó teljesítményt nyújtott, hogy a klub szívesen leigazolta volna, de a Chelsea visszarendelte a szezon hátralévő részére.

### Chelsea
Megérte visszatérnie a Chelsea-hez, hiszen 2011. április 20-án a Birmingham City ellen Ashley Cole helyére beállva debütált a Premier League-ben, ráadásul 5 perccel becserélése után gólpasszt adott Florent Maloudának. A legközelebbi pályára lépésére már a következő szezonban került sor, szeptember 21-én a Fulham elleni Ligakupa-meccsen először volt kezdő a Chelsea-ben. A következő két fellépésére is a Ligakupában került sor, az Everton és a Liverpool elleni meccseket is végigjátszotta. 2012. február 11-én Ashley Cole sérülése miatt az Everton ellen 2–0-ra elvesztett bajnokin is lehetőséget kapott, ahogy egy héttel később az FA-kupában is. Április 7-én először volt a kezdő csapat tagja a bajnokságban, a Wigan ellen. A hátralévő 6 bajnokiból csak a QPR ellenit hagyta ki.
A bajnokság végeztével már nem számíthatott sok szerepre, de május 19-én nagy lehetőségét kapott Di Matteotól, aki a kezdőbe nevezte a Bayern München elleni Bajnokok Ligája-döntőben. Végül 73 percet játszott, nem is eredeti posztján, hanem egy sorral feljebb, balszélsőként, majd Malouda állt be a helyére.

#### 2012–2013-as szezon
Mivel bekerült az Olimpián részt vevő brit válogatott keretébe, nem utazott el a Chelsea amerikai felkészülési-túrájára. Augusztus 12-én azonban csereként már pályára is lépett a Manchester City elleni Szuperkupa-döntőben, ahol megszerezte első gólját a felnőtt csapatban. Ez végül csak a szépítéshez volt elég, a Chelsea 3–2-re kikapott. A bajnokság első fordulójában már kezdőként kapott szerepet, a Wigan 2–0-s legyőzése során újra balszélsőként számított rá Di Matteo. Szeptember 25-én belőtte második gólját is a Chelsea színeiben, a Wolverhampton ellen 6-0-ra megnyert Ligakupa meccsen.

### Nemzetközi karrier
A 2012-es Olimpián negyeddöntőig jutó brit válogatott tagjaként 3 meccsen játszott.
Roy Hodgson meghívta az Olimpia utáni első felnőtt válogatott mérkőzés keretébe, és augusztus 15-én debütálhatott az olaszok elleni felkészülési meccsen. Tétmérkőzésen 2012. szeptember 11-én játszott először címeres mezben az Ukrajna ellen 1-1-re végződött vb-selejtezőn.

## Pályafutása statisztikái[13]

### Klubcsapatokban
2013. június 5.-e szerint
| Klub                     | Szezon    | League One     | League One     | FA-kupa | FA-kupa | Ligakupa | Ligakupa | Európai kupaporond | Európai kupaporond | Egyéb | Egyéb | Összesen | Összesen |
| Klub                     | Szezon    | Meccs          | Gól            | Meccs   | Gól     | Meccs    | Gól      | Meccs              | Gól                | Meccs | Gól   | Meccs    | Gól      |
| ------------------------ | --------- | -------------- | -------------- | ------- | ------- | -------- | -------- | ------------------ | ------------------ | ----- | ----- | -------- | -------- |
| Bournemouth              | 2006-07   | 5              | 0              | 2       | 0       | 0        | 0        | 0                  | 0                  | 0     | 0     | 7        | 0        |
| Bournemouth összes       | 2006–2007 | 5              | 0              | 2       | 0       | 0        | 0        | 0                  | 0                  | 0     | 0     | 7        | 0        |
| Klub                     | Szezon    | League One     | League One     | FA-kupa | FA-kupa | Ligakupa | Ligakupa | Európai kupaporond | Európai kupaporond | Egyéb | Egyéb | Összesen | Összesen |
| Klub                     | Szezon    | Meccs          | Gól            | Meccs   | Gól     | Meccs    | Gól      | Meccs              | Gól                | Meccs | Gól   | Meccs    | Gól      |
| Oldham Athletic          | 2007–08   | 21             | 0              | 0       | 0       | 1        | 0        | 0                  | 0                  | 2     | 0     | 24       | 0        |
| Oldham Athletic összes   | 2007–2008 | 21             | 0              | 0       | 0       | 1        | 0        | 0                  | 0                  | 2     | 0     | 24       | 0        |
| Klub                     | Szezon    | Championship   | Championship   | FA-kupa | FA-kupa | Ligakupa | Ligakupa | Európai kupaporond | Európai kupaporond | Egyéb | Egyéb | Összesen | Összesen |
| Klub                     | Szezon    | Meccs          | Gól            | Meccs   | Gól     | Meccs    | Gól      | Meccs              | Gól                | Meccs | Gól   | Meccs    | Gól      |
| Norwich City             | 2007–08   | 18             | 0              | 2       | 0       | 0        | 0        | 0                  | 0                  | 0     | 0     | 20       | 0        |
| Norwich City             | 2008-09   | 38             | 0              | 2       | 0       | 0        | 0        | 0                  | 0                  | 0     | 0     | 40       | 0        |
| Norwich City összes      | 2007–2009 | 56             | 0              | 4       | 0       | 0        | 0        | 0                  | 0                  | 0     | 0     | 60       | 0        |
| Klub                     | Szezon    | Championship   | Championship   | FA-kupa | FA-kupa | Ligakupa | Ligakupa | Európai kupaporond | Európai kupaporond | Egyéb | Egyéb | Összesen | Összesen |
| Klub                     | Szezon    | Meccs          | Gól            | Meccs   | Gól     | Meccs    | Gól      | Meccs              | Gól                | Meccs | Gól   | Meccs    | Gól      |
| Reading                  | 2009-10   | 44             | 1              | 6       | 0       | 1        | 0        | 0                  | 0                  | 0     | 0     | 51       | 1        |
| Reading összes           | 2009–2010 | 44             | 1              | 6       | 0       | 1        | 0        | 0                  | 0                  | 0     | 0     | 51       | 1        |
| Klub                     | Szezon    | Championship   | Championship   | FA-kupa | FA-kupa | Ligakupa | Ligakupa | Európai kupaporond | Európai kupaporond | Egyéb | Egyéb | Összesen | Összesen |
| Klub                     | Szezon    | Meccs          | Gól            | Meccs   | Gól     | Meccs    | Gól      | Meccs              | Gól                | Meccs | Gól   | Meccs    | Gól      |
| Nottingham Forest        | 2010-11   | 19             | 0              | 0       | 0       | 0        | 0        | 0                  | 0                  | 0     | 0     | 19       | 0        |
| Nottingham Forest összes | 2010–2011 | 19             | 0              | 0       | 0       | 0        | 0        | 0                  | 0                  | 0     | 0     | 19       | 0        |
| Klub                     | Szezon    | Premier League | Premier League | FA-kupa | FA-kupa | Ligakupa | Ligakupa | Európai kupaporond | Európai kupaporond | Egyéb | Egyéb | Összesen | Összesen |
| Klub                     | Szezon    | Meccs          | Gól            | Meccs   | Gól     | Meccs    | Gól      | Meccs              | Gól                | Meccs | Gól   | Meccs    | Gól      |
| Chelsea                  | 2010-11   | 1              | 0              | 0       | 0       | 0        | 0        | 0                  | 0                  | 0     | 0     | 1        | 0        |
| Chelsea                  | 2011-12   | 7              | 0              | 4       | 0       | 3        | 0        | 1                  | 0                  | 0     | 0     | 15       | 0        |
| Chelsea                  | 2012-13   | 19             | 0              | 5       | 0       | 4        | 1        | 8                  | 0                  | 2     | 1     | 38       | 2        |
| Chelsea összes           | 2006–     | 27             | 0              | 9       | 0       | 7        | 1        | 9                  | 0                  | 2     | 1     | 54       | 2        |
| Összesen                 | 2006–     | 172            | 1              | 21      | 0       | 9        | 1        | 9                  | 0                  | 4     | 1     | 215      | 3        |

### Válogatottban
2012. szeptember 11.-e szerint
| Nemzeti csapat | Szezon  | Mérkőzés | Gól |
| -------------- | ------- | -------- | --- |
| Anglia         | 2012-13 | 2        | 0   |
| Összesen       | 2012–   | 2        | 0   |

## Sikerei, díjai
- Chelsea
  - Angol kupa: 2012
  - UEFA-bajnokok ligája: 2012
  - Európa-liga: 2013

- Leicester City
  - Angol szuperkupa: 2021[14]